# (16561) Rawls
(16561) Rawls es un asteroide perteneciente al cinturón de asteroides, región del sistema solar que se encuentra entre las órbitas de Marte y Júpiter.
Fue descubierto el 3 de noviembre de 1991 por el equipo del proyecto Spacewatch desde el observatorio Nacional de Kitt Peak.

## Designación y nombre
Designado provisionalmente como 1991 VP7, fue nombrado por John Rawls (1921-2002) quien fue un filósofo influyente que obtuvo un doctorado de la Universidad de Princeton y pasó 40 años en la Universidad de Harvard. Su libro de 1971, Una teoría de la justicia, revitalizó el estudio de la filosofía política.

## Características orbitales
Rawls está situado a una distancia media del Sol de 2,933 ua, pudiendo alejarse hasta 3,080 ua y acercarse hasta 2,786 ua. Su excentricidad es 0,050 y la inclinación orbital 14,207 grados. Emplea 1834,62 días en completar una órbita alrededor del Sol.

## Características físicas
La magnitud absoluta de Rawls es 13,92. Tiene 6,908 km de diámetro y su albedo se estima en 0,123.